# Kia Soul EV
El Kia Soul EV es un crossover subcompacto tipo SUV eléctrico de batería producido por el fabricante surcoreano Kia Motors de 2014 a 2023.

## Especificaciones

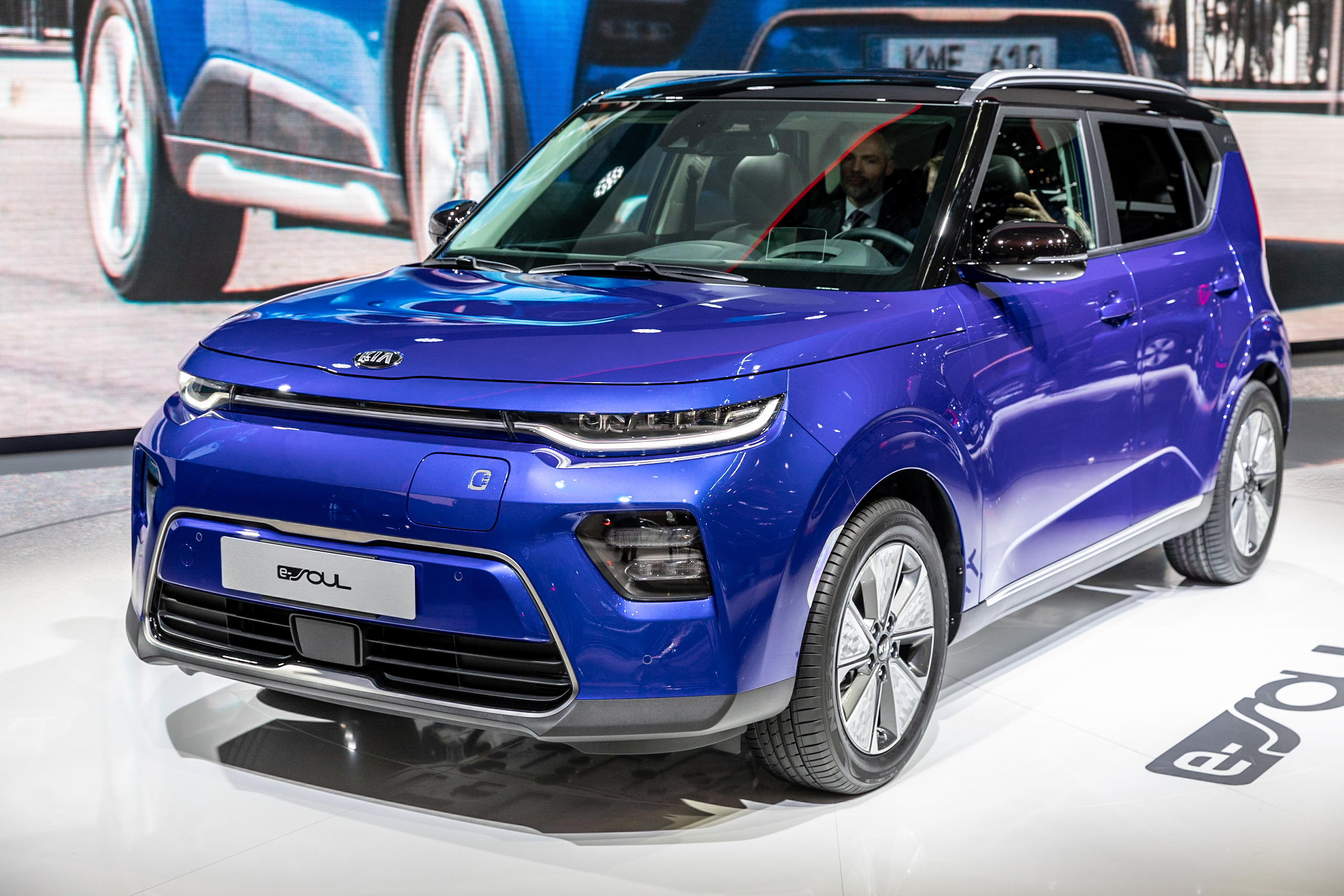
En el Salón del Automóvil de Ginebra de 2019, en Le Grand-Saconnex

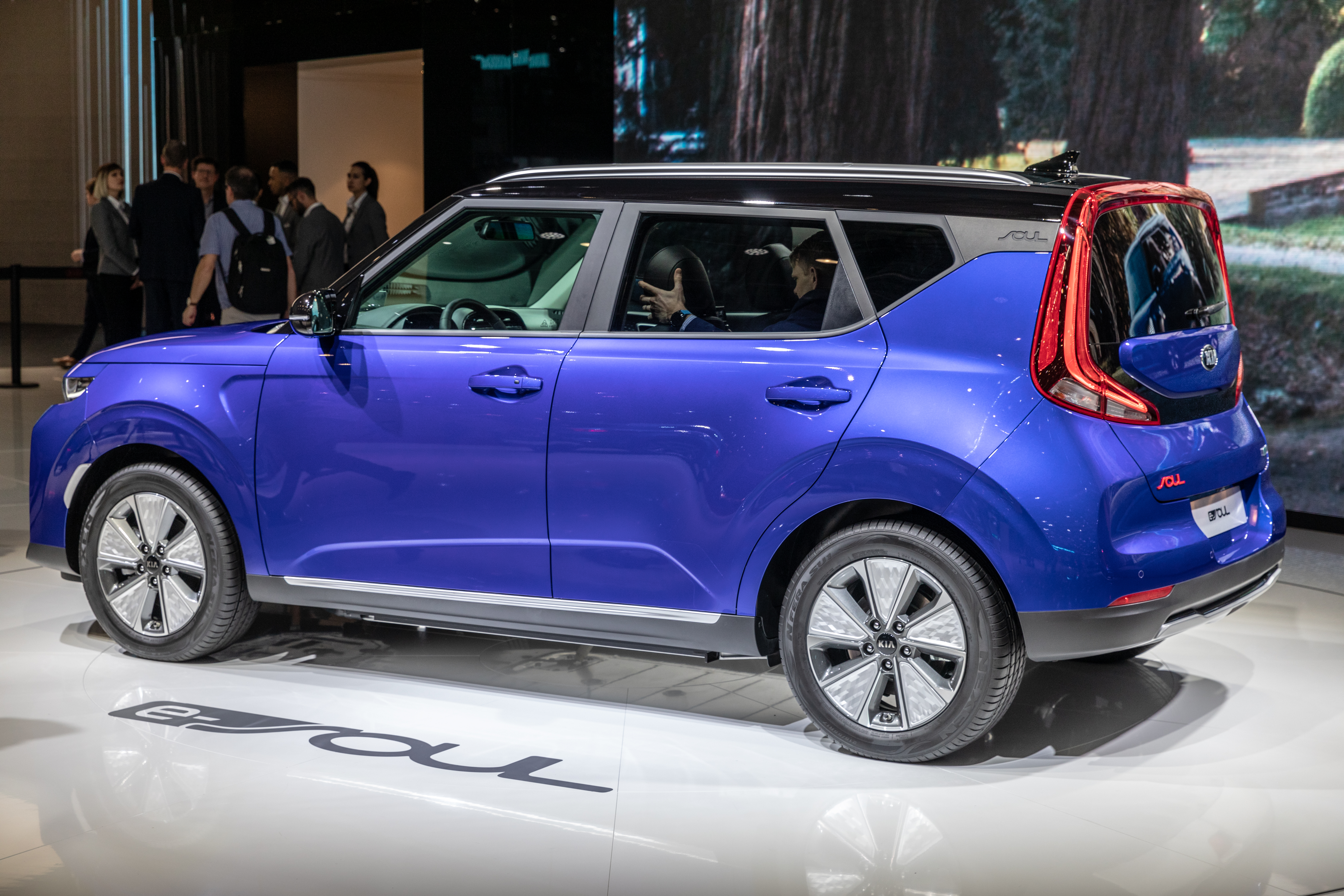
Vista lateral

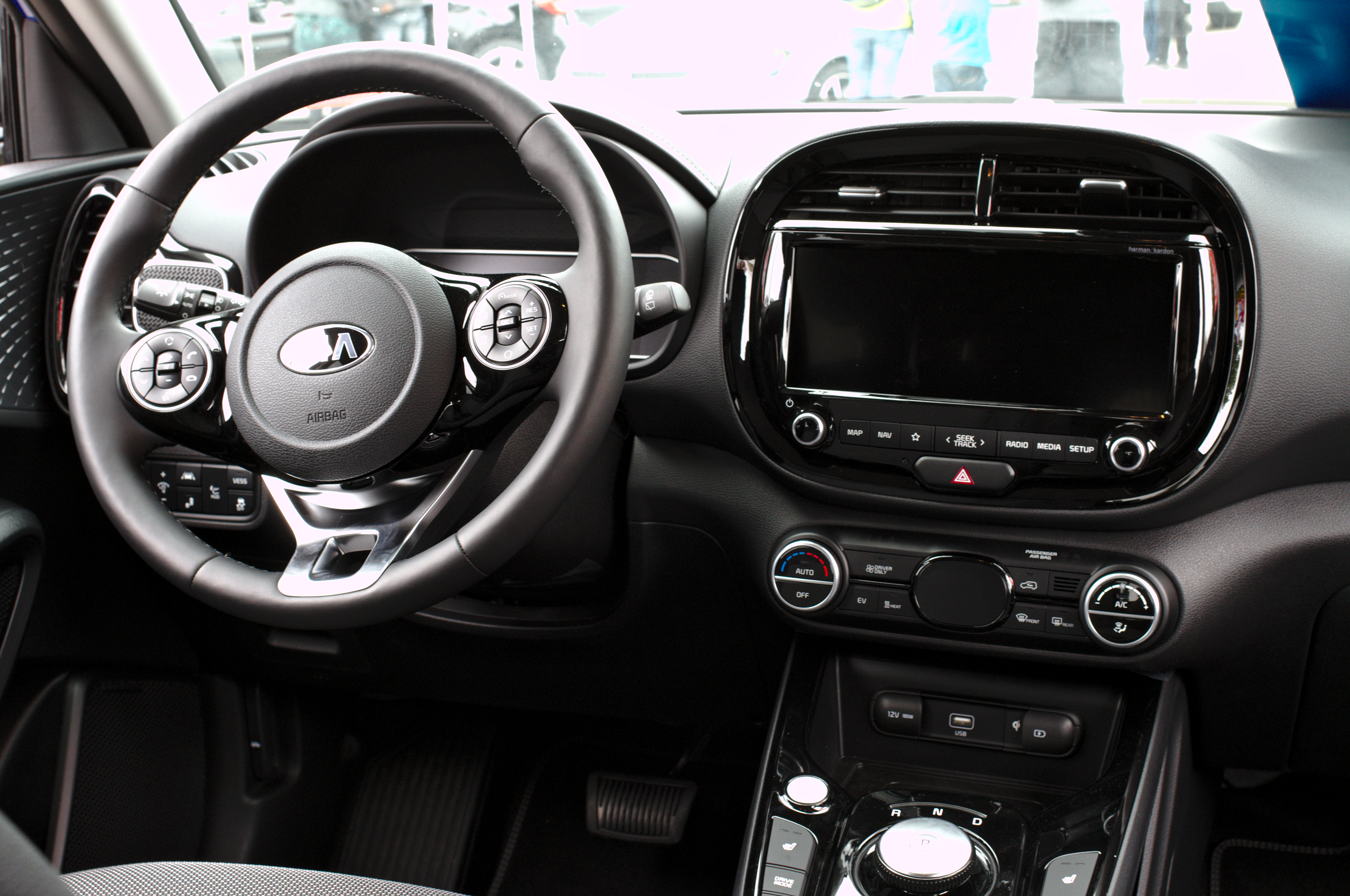
Interior en Leonberg en 2019

Tiene un motor eléctrico de 81,4 kW (111 CV; 109 HP) y un par máximo de 285 N·m (210 lb·pie).
Kia anuncia una autonomía de 200 km (124 millas), mientras que según la EPA le otorga unos 150 km (93 millas).
La velocidad máxima es de 145 km/h (90 mph) y acelera de 0 a 100 km/h (0 a 62 mph) en 12 segundos.
Las baterías de 30 kWh (108 MJ) (27 kWh (97 MJ) útiles) se alojan en el suelo del vehículo y son de polímero de iones de litio y presentan varias ventajas sobre las de iones de litio: su producción es menos costosa, tienen mayor densidad energética y menor control térmico. Pesan 281 kg (619 libras) y entregan una potencia máxima de 90 kW (122 CV; 121 HP).
La batería cuesta 8316 € que pueden ser abonados a la hora de comprar el vehículo o financiarse por medio de una cuota mensual de 99 € a pagar durante siete años.
Con el cargador suministrado se puede cargar en 5 horas a 230 V y 6,6 kW (9 CV).
La opción de carga rápida CHAdeMO cuesta 3000 € y permite cargar el 80% de la batería en 33 minutos.
El paquete de baterías cuenta con un calentador de batería para evitar el efecto negativo en la carga cuando la temperatura ambiente es baja.
Dispone de 4 modos de manejo: D normal, D Eco, B normal y B Eco.
En el modo Brake (B) dispone de un mayor freno regenerativo para recuperar la energía en las desaceleraciones.
El vehículo equipa un novedoso sistema de ventilación individual para cuando el chofer viaja solo. Dispone de bomba de calor para una mayor eficiencia.
Dispone de serie de un sistema que regula la dureza de la dirección, con tres modos disponibles: Normal, Sport y Comfort.
Los neumáticos de baja resistencia a la rodadura, fueron desarrollados expresamente por Kumho y Nexen para aumentar un 10% la facilidad con que avanza el vehículo sin perjudicar de manera significativa el confort, la estabilidad, el índice de ruido, vibraciones y la distancia de frenado.
La cajuela tiene 538 L (19,0 pies cúbicos) de capacidad.
Los conectores de carga están tras la parrilla delantera.
Tiene un freno de estacionamiento electrónico que asegura su activación correcta.
Dispone de cámara de visión trasera.
A velocidades inferiores a 20 km/h (12 mph) emite un sonido que imita el sonido de un motor de combustión interna para avisar a los peatones.
Tiene una garantía de 7 años o 150 000 km (93 200 millas).[cita requerida]